# Murus dacicus

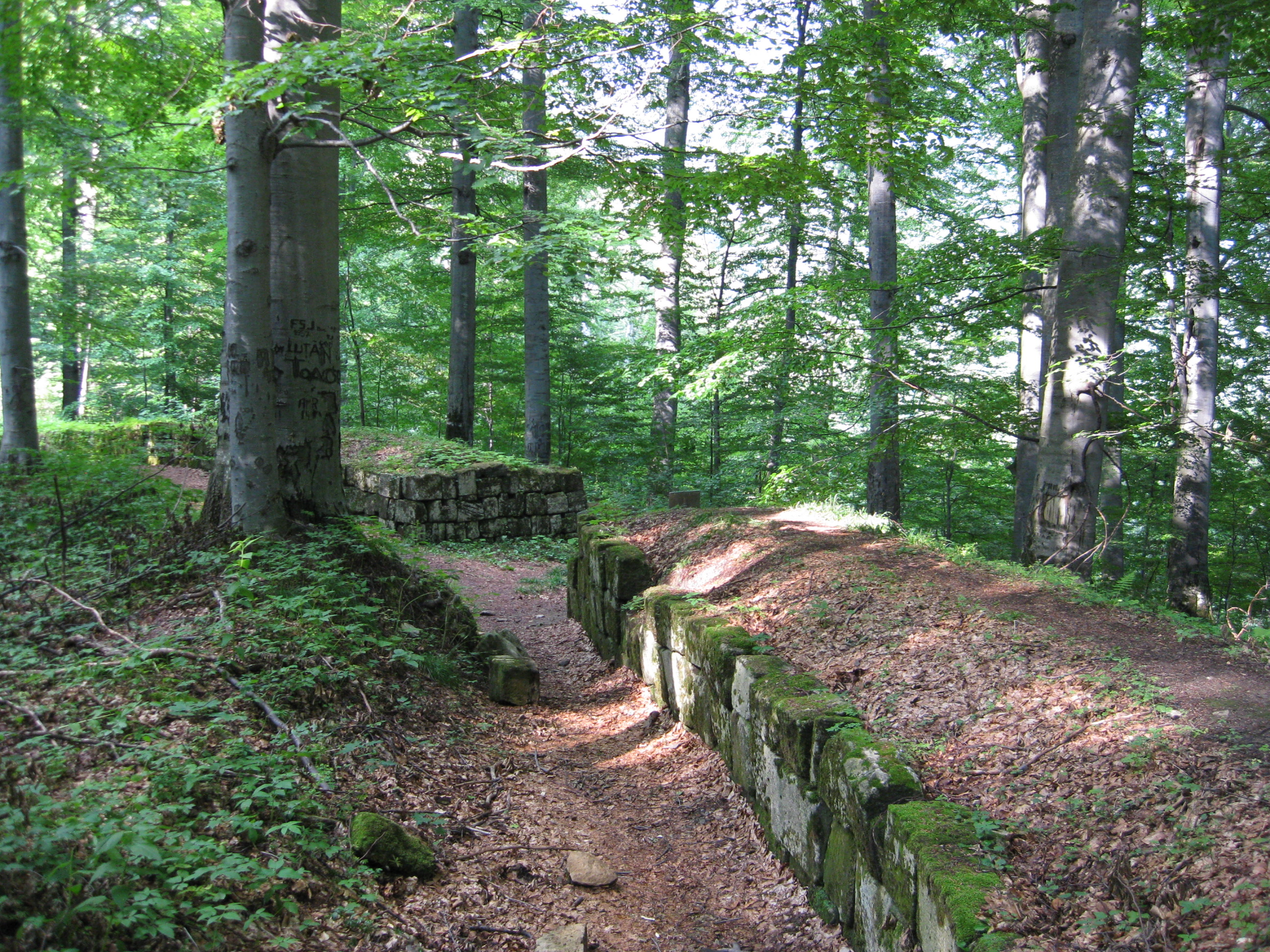
Murus dacicus, Sarmizegetusa Regia

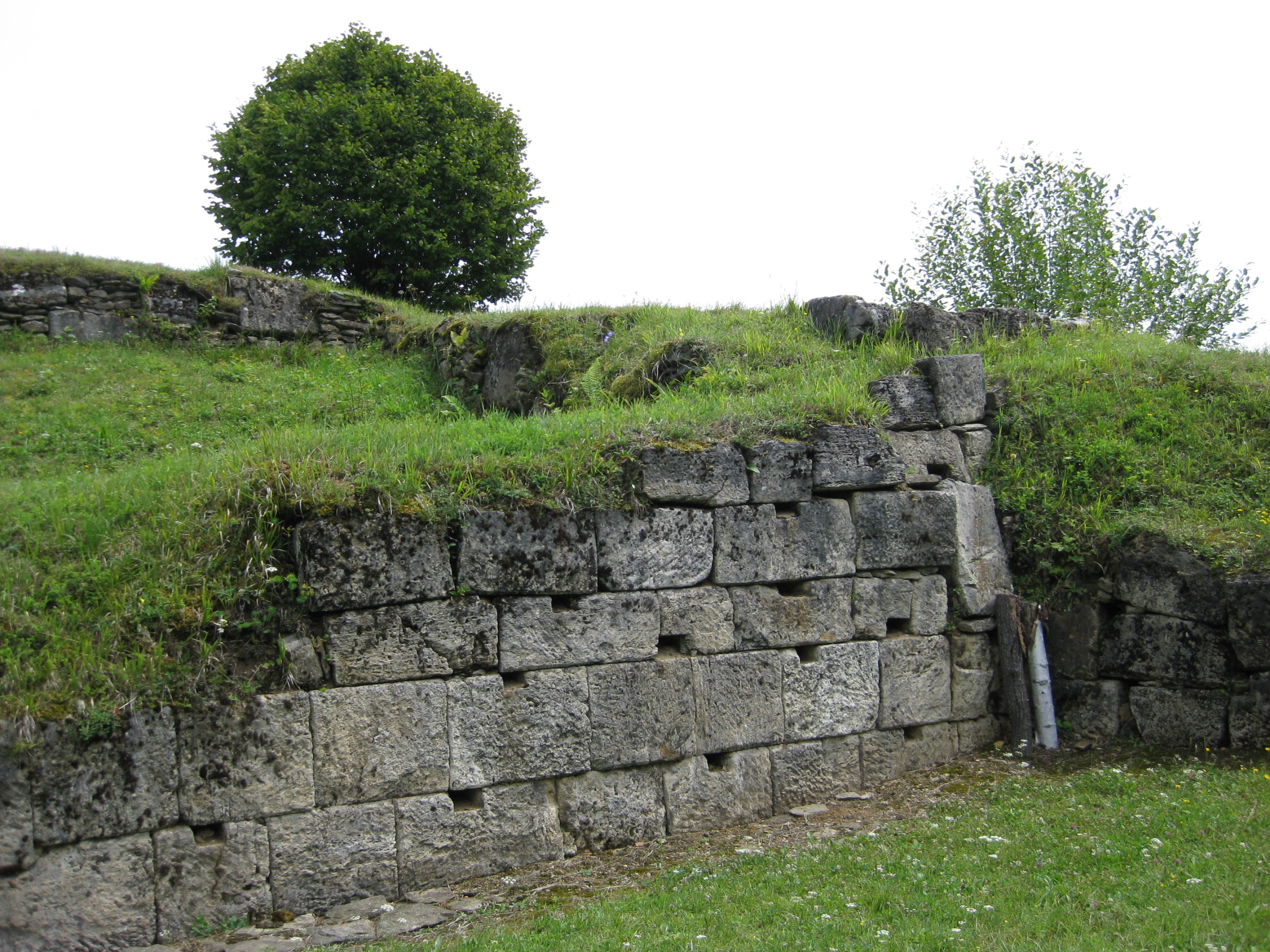
Murus Dacicus, Cetatea dacică Costești-Blidaru.

Murus Dacicus (latinescul pentru Zidul Dacic) este denumirea dată unei metode de construcție pentru zidurile cetăților și fortificațiilor din Dacia antică. Tehnica a fost dezvoltată înaintea cuceririi romane, fiind o combinație între metodele tradiționale din Dacia și metode împrumutate din arhitectura greacă. 
Zidul Dacic este format din două ziduri exterioare  clădite din blocuri de piatră cioplite sub formă de paralelipiped dreptunghic, aparent fără a se folosi mortar între ele. După așezarea fiecărui rând de blocuri, spațiul dintre cele două ziduri era umplut cu pietriș și piatră spartă amestecate cu lut și apoi compactate. Legătura dintre cele două ziduri, interior și exterior, necesară pentru a rigidiza structura, era realizată prin intermediul unor grinzi din lemn ars care erau cioplite la capete sub formă de pană (coadă de rândunică), pentru a se bloca în șanțul săpat în partea superioară a blocului de piatră. În general grinzile erau perpendiculare pe cele două ziduri (interior și exterior), iar la colțuri abordau diferite unghiuri. Grinzile erau plasate din loc în loc, pe fiecare rând de blocuri de piatră.
Murus Dacicus au fost descoperite la cetățile de la Costești - Blidaru, Luncani - Piatra Roșie, Sarmizegetuza Regia (Grădiștea de Munte - Dealul Grădiștii), Grădiștea de Munte – Vârful lui Hulpe și cu modificări pentru a se adapta în teren la cetățile de la Bănița și Căpâlna. Deși construcții similare au existat în lumea greacă antică, Murus Dacicus are particularitățile lui care îl diferențiază de zidul elenistic, printre care absența butiselor. . 
Pe unele dintre blocurile acestor cetăți se regăsesc incizate, în grupuri de una, două sau trei caractere, aproape toate literele alfabetului grecesc, Α, B, Χ, Δ, E, Φ, Γ, Ψ, Η, Ι, Κ, Λ, M, N, O, Π, P, Σ, T, Θ, Y, Ω, Ξ, Ζ.  Zidurile de apărare erau groase de trei metri, ceea ce pentru acea epocă era o performanță deosebită, dacă ținem seama de faptul că erau înalte de opt - zece metri.

## Legături externe

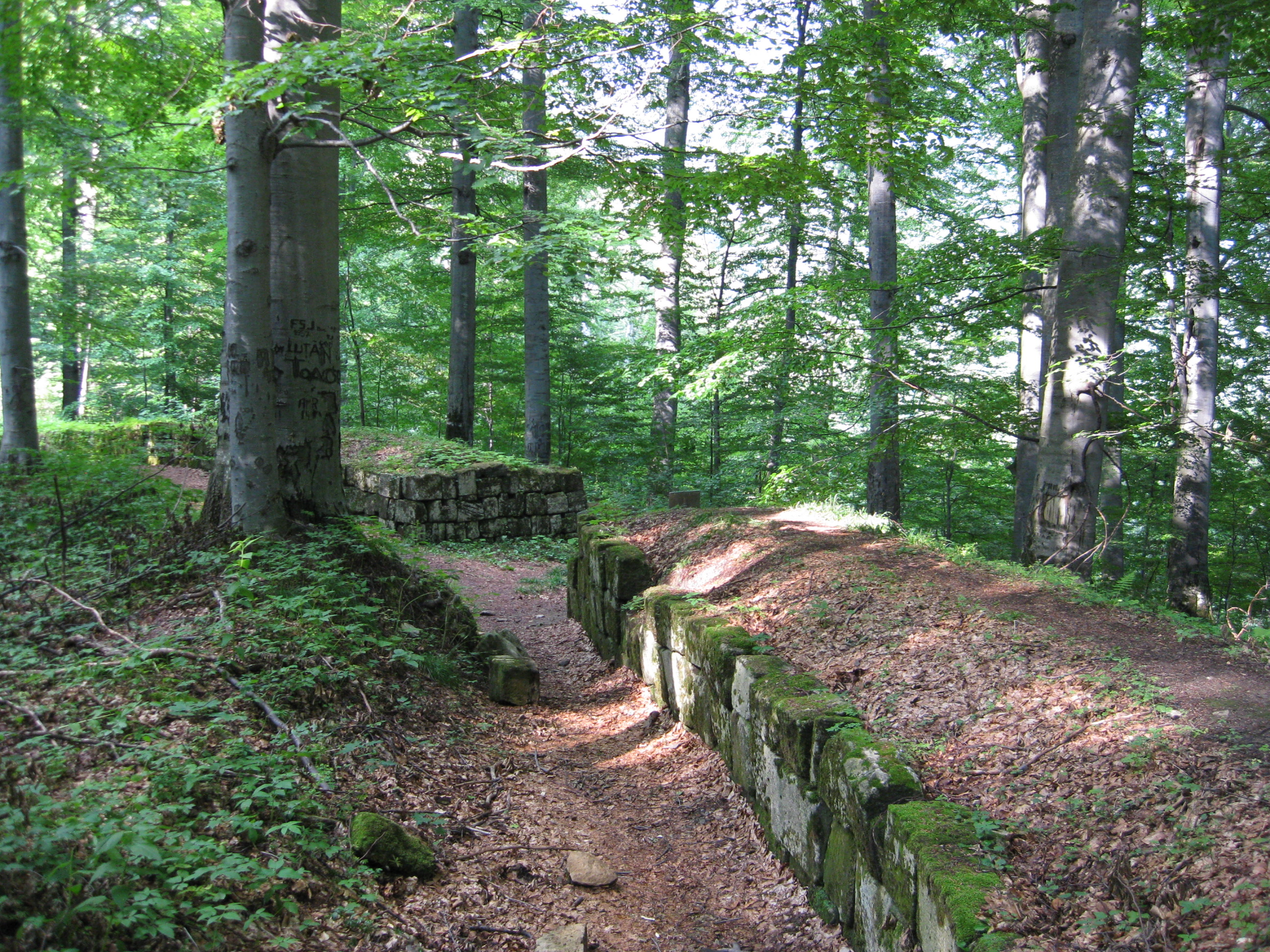
Sarmizegetusa Regia, România
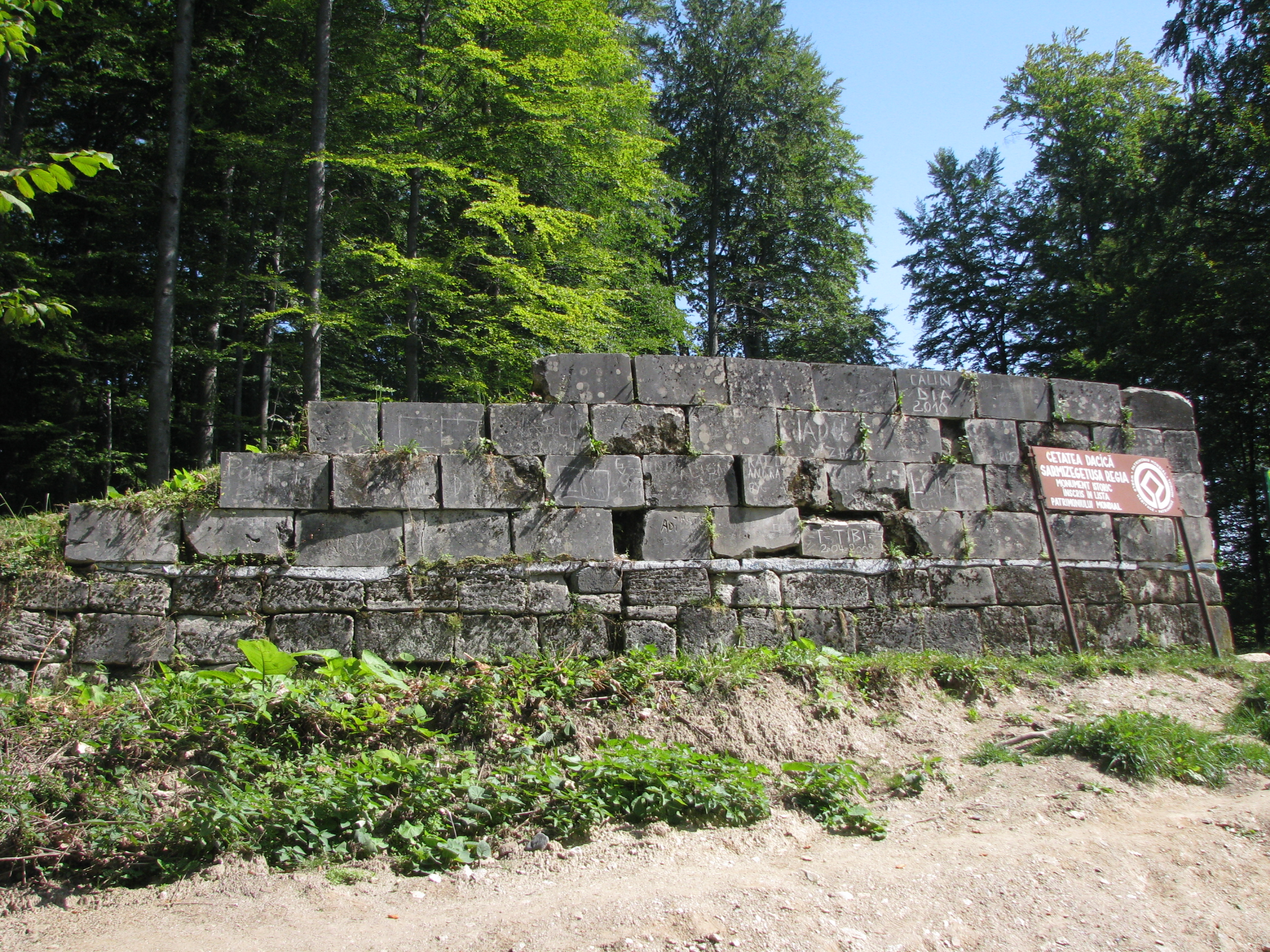
Sarmizegetusa Regia, România
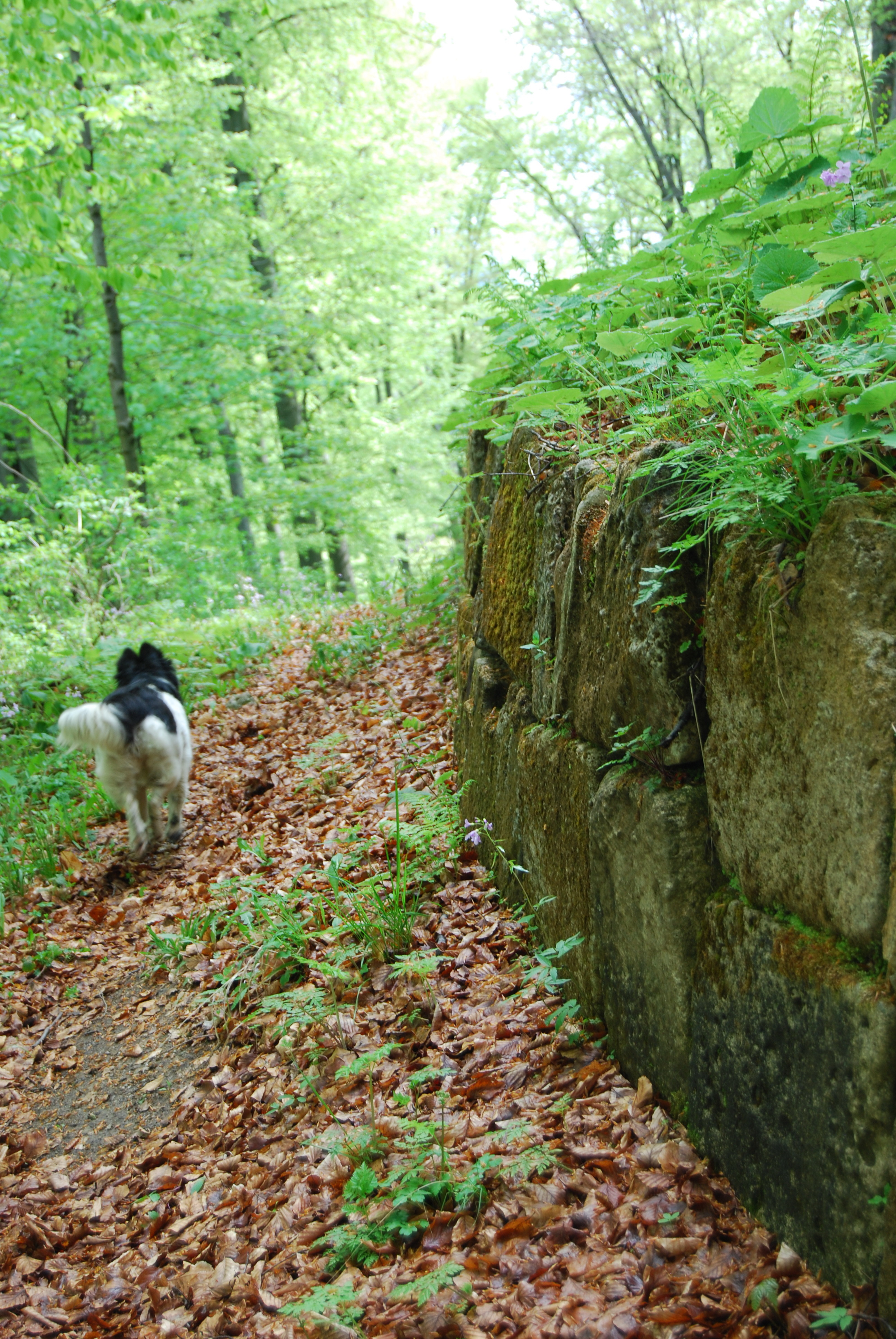
Sarmizegetusa Regia, România
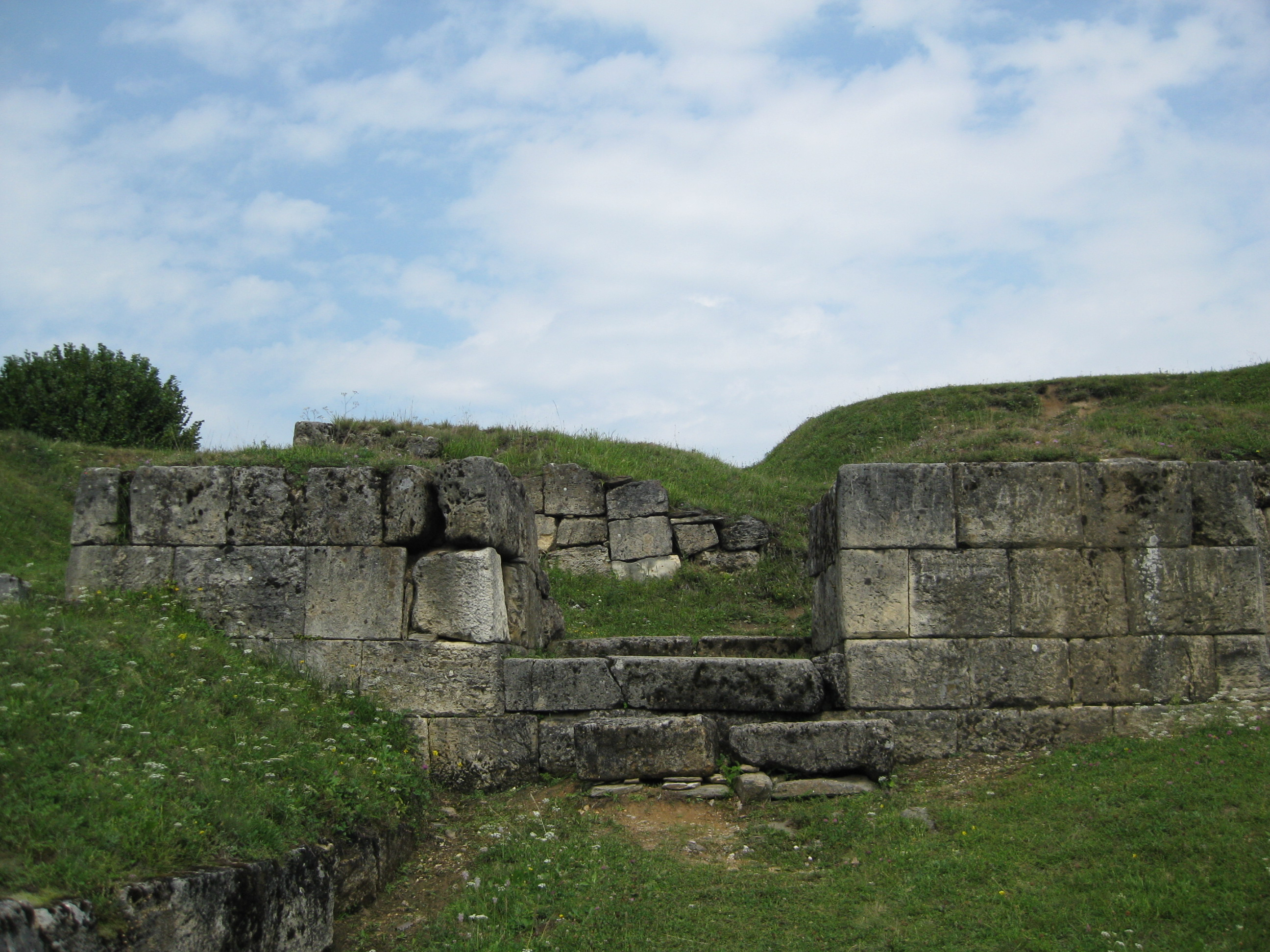
Cetatea dacică Costești-Blidaru, România
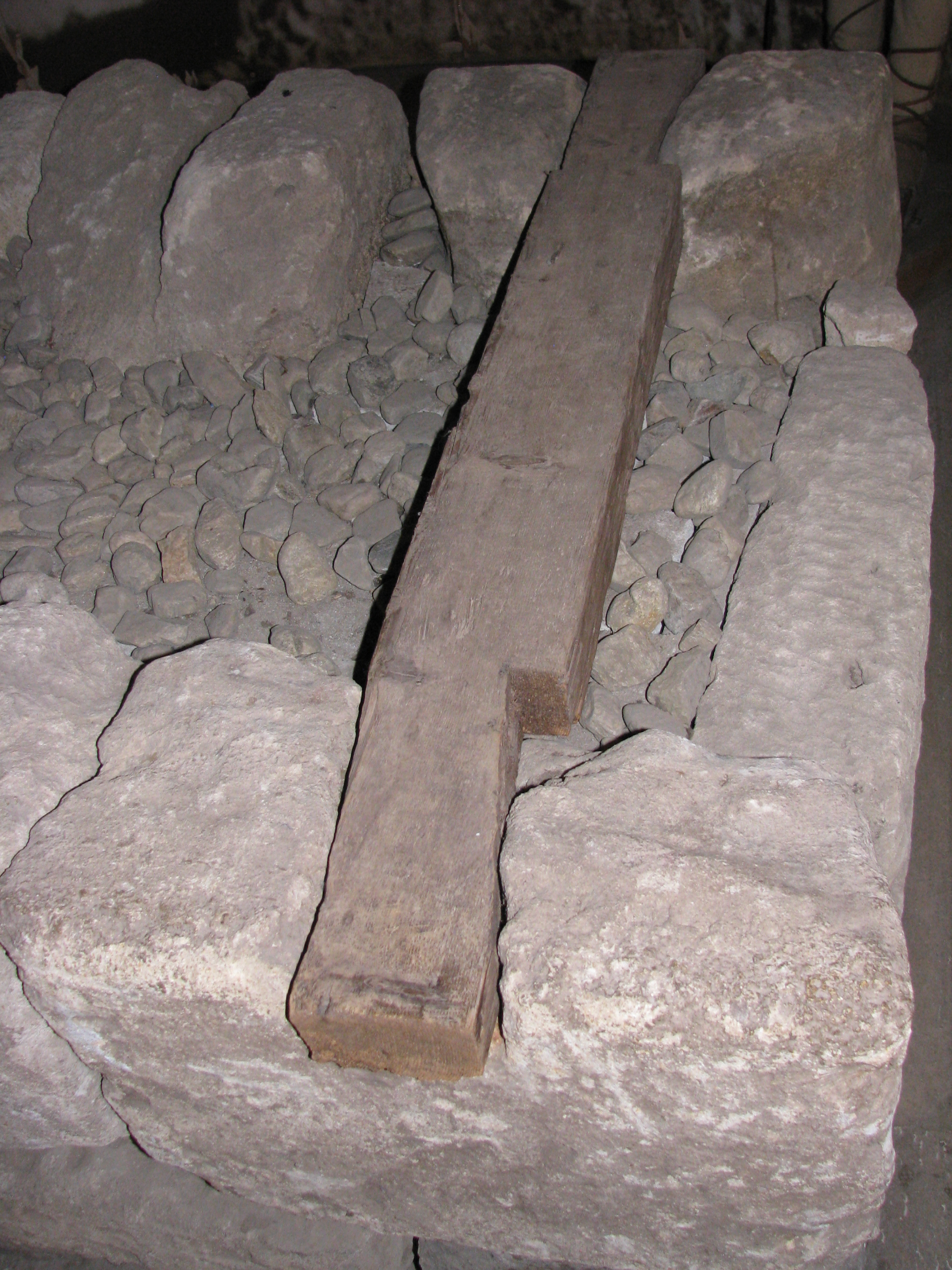
Fragment din zidul cetăţii dacice de la Piatra Craivii (Muzeul Naţional al Unirii Alba Iulia)
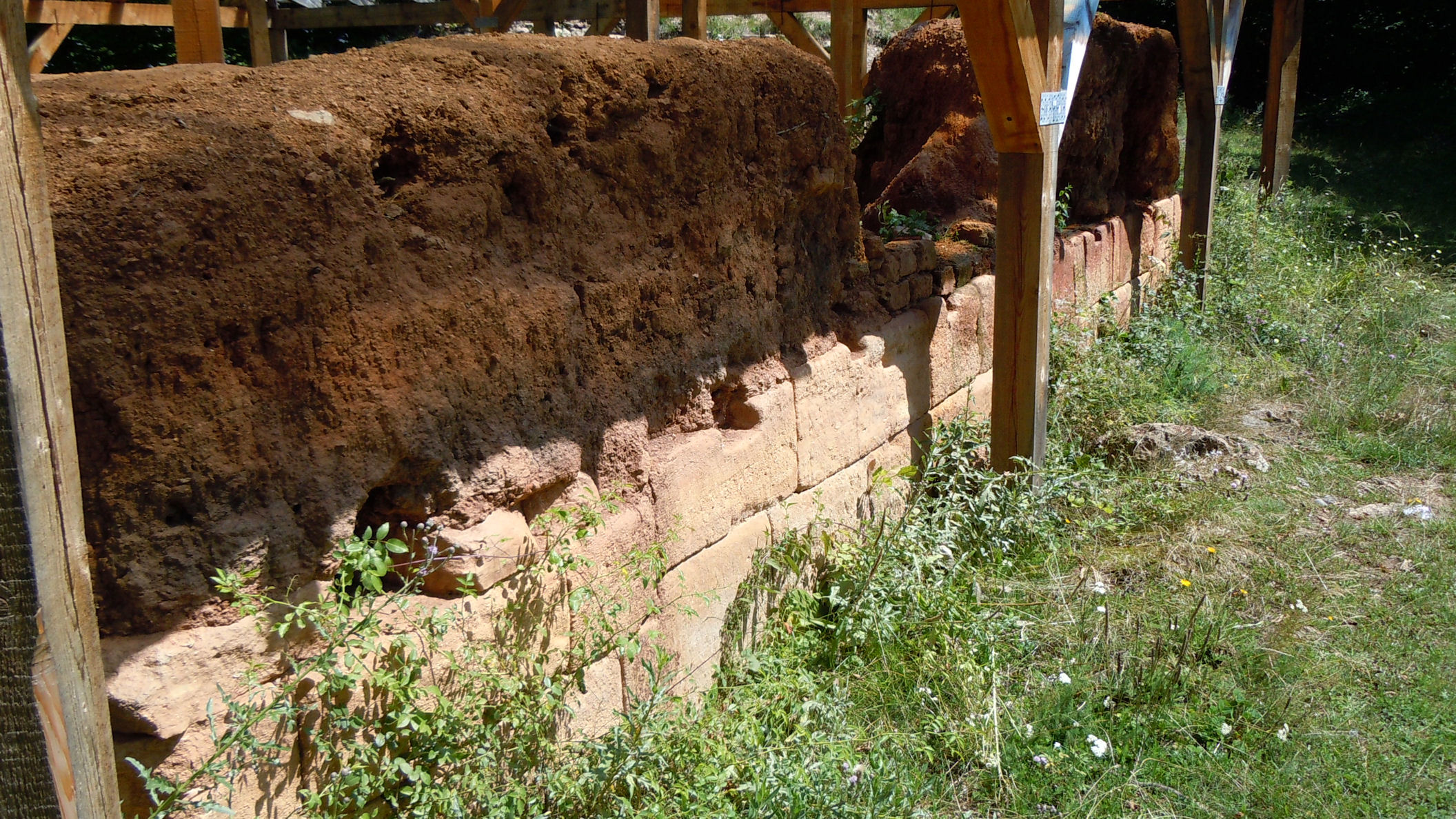
Cetatea dacică de la Tilișca, România
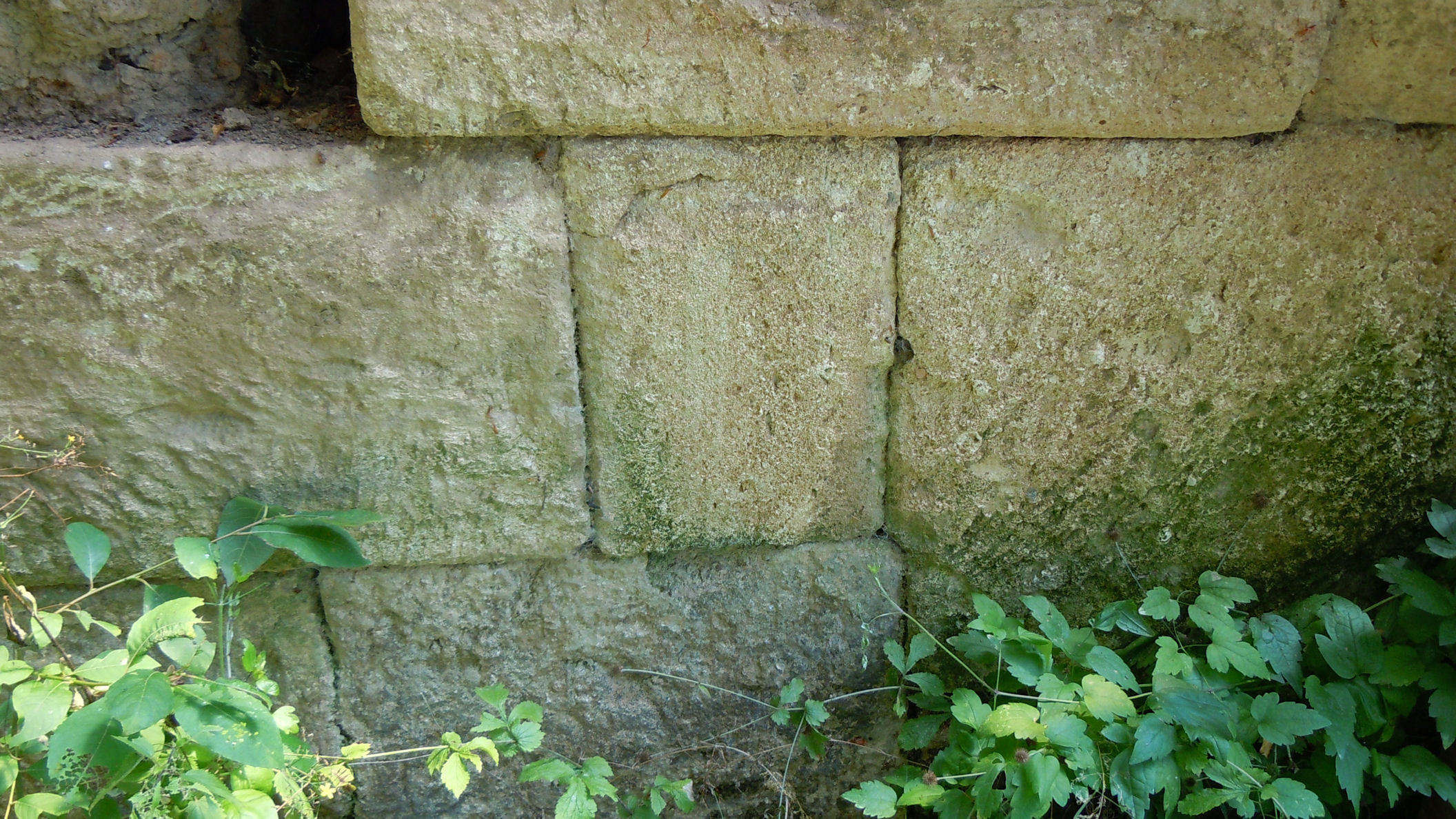
Cetatea dacică de la Tilișca, România
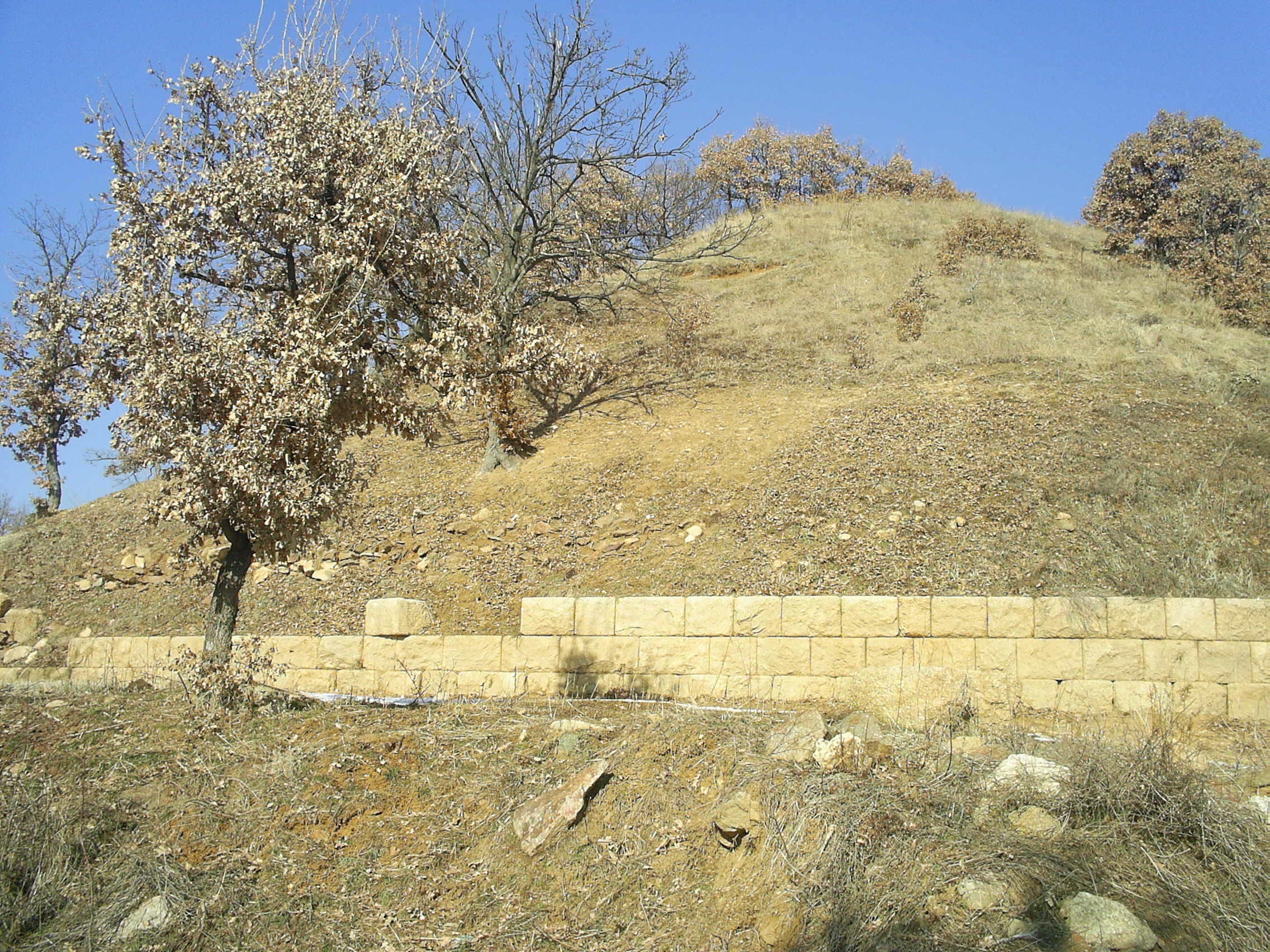
Zid al unui mormânt tracic lângă Starosel, Bulgaria
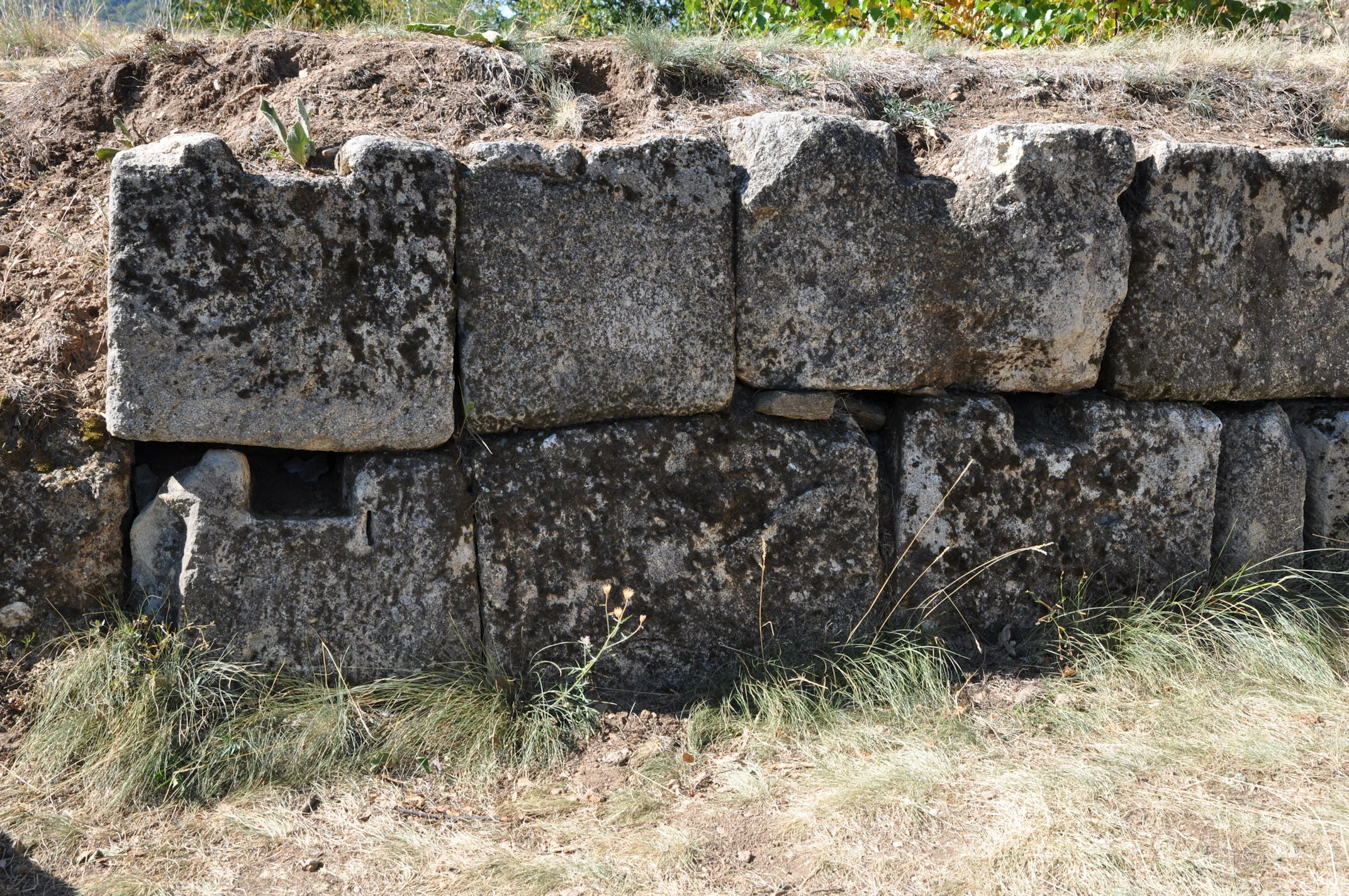
Cetatea dacică de la Căpâlna, Romania